# Alzira
Az Alzira Giuseppe Verdi egyik kétfelvonásos operája. Szövegkönyvét Salvadore Cammarano írta Voltaire Alzire, ou les Américains című darabja alapján. Ősbemutatójára 1845. augusztus 12-én került sor a nápolyi San Carlo operaházban. A sikeres nápolyi bemutatót kevésbé sikeres előadások követték szerte Olaszországban, majd a darab végképp eltűnt az operaszínpadokról. „Voltaképpen rossz” - vélekedett később Verdi az ifjúkori művéről.

## Szereplők
| Szereplő                                       | Hangfekvés   |
| ---------------------------------------------- | ------------ |
| Alvaro, Gusmano apja, Peru korábbi kormányzója | basszus      |
| Gusmano, Peru kormányzója                      | bariton      |
| Ovando, spanyol herceg                         | tenor        |
| Zamoro, inka törzsfőnök                        | tenor        |
| Ataliba, inka törzsfőnök                       | basszus      |
| Alzira, Ataliba lánya                          | szoprán      |
| Zuma, Alzira szolgálója                        | mezzoszoprán |
| Otumbo, inka harcos                            | tenor        |
| Katonák; inka nők és férfiak; szolgálók        |              |

## Cselekmény
Helyszín: Peru
Idő: 16. század

### Prológus
Tágas síkság a Rima folyónál
A spanyolok által legyőzött peruiak előkészítik a fogságba esett spanyol kormányzó, Alvaro kivégzését. A halottnak hitt törzsfőnök, Zamoro visszatér övéihez és megkegyelmez az idős embernek.

### Első felvonás
Első jelenet
Tér Limában
Spanyol katonák újabb földek meghódítására készülnek. Alvaro bejelenti lemondását fia, Gusmano javára, akinek első rendelkezése, hogy szabadon engedi Atalibát, az elfogott inka törzsfőnököt, nem csak azért mert behódolt a spanyoloknak, hanem azért is, mert szerelmes a főnök lányába Alzirába. A lány azonban Zamorót szereti.
Második jelenet
Alzira hálószobája a kormányzói palotában
Ataliba megpróbálja meggyőzni leányát a Gusmanóval kötendő házasság fontosságáról, de Alzira eltökélten szereti Zamorót, aki idegen utazónak álcázva magát bejut a szobába. Az ifjú pár hűséget esküszik egymásnak. Gusmano meglepi őket és vetélytársát halálra ítéli, ezzel megsértve az inkák és spanyolok közötti békemegállapodást. Alvaro kegyelmet kér Zamoro számára, hiszen korábban megkegyelmezett neki. Gusmano csak az inkák forrongása miatt enged. A spanyolok és inkák megesküsznek, hogy a csatatéren találkoznak.

### Második felvonás
Első jelenet
Lima várában
Spanyol katonák ünneplik az inkák felett aratott győzelmet. Zamoro és Alzira ismét Gusmano fogságába kerül. Zamorót a halál várja. Hogy szerelmének életét megmentse, Alzira késznek mutatkozik férjhez menni Gusmanóhoz.
Második jelenet
Hegyi barlang
Otumbo, egy inka harcos beszámol Zamoro szabadon bocsátásáról. Amikor a törzsfőnök megtudja, hogy a szabadságának mi volt az ára, esküt tesz a házasság megakadályozására.
Harmadik jelenet
Terem a kormányzó palotájában
Gusmano Alzirával az oltárhoz közeledik, amikor egy spanyol öltözékű ember megtámadja és leszúrja. A haldokló Gusmano felismeri, hogy hibázott, megbocsát gyilkosának és összeadja Zamorót és Alzirát.

## Híres zeneművek, áriák
- Risorto fra le tenebre - Zamoro áriája (prológus)
- Un Inca, eccesso orribile - Zamoro áriája (prológus)
- Eterna la memoria - Gusmano áriája (első felvonás)
- Quanto un mortal può chiedere - Gusmano áriája (első felvonás)
- Nell'astro più che fulgido - Alzira áriája (első felvonás)
- Da Gusman sul fragil barca - Alzira áriája (első felvonás)
- Irne lungi ancor dovrei - Zamoro áriája (második felvonás)
- Non di codarde lagrime - Zamoro áriája (második felvonás)